# Vaugneray
Vaugneray is een gemeente in het Franse departement Rhône in de regio Auvergne-Rhône-Alpes. De gemeente maakt deel uit van het arrondissement Lyon. Vaugneray telde op 1 januari 2022 6.198 inwoners.

## Geschiedenis
Op 1 januari 2015 dag werd de buurgemeente Saint-Laurent-de-Vaux als zelfstandige gemeente opgeheven en opgenomen in de gemeente Vaugneray, die daarmee de status van commune nouvelle kreeg.

## Geografie
De oppervlakte van Vaugneray bedroeg op 1 januari 2022 25,02 vierkante kilometer; de bevolkingsdichtheid was toen 247,7 inwoners per km².

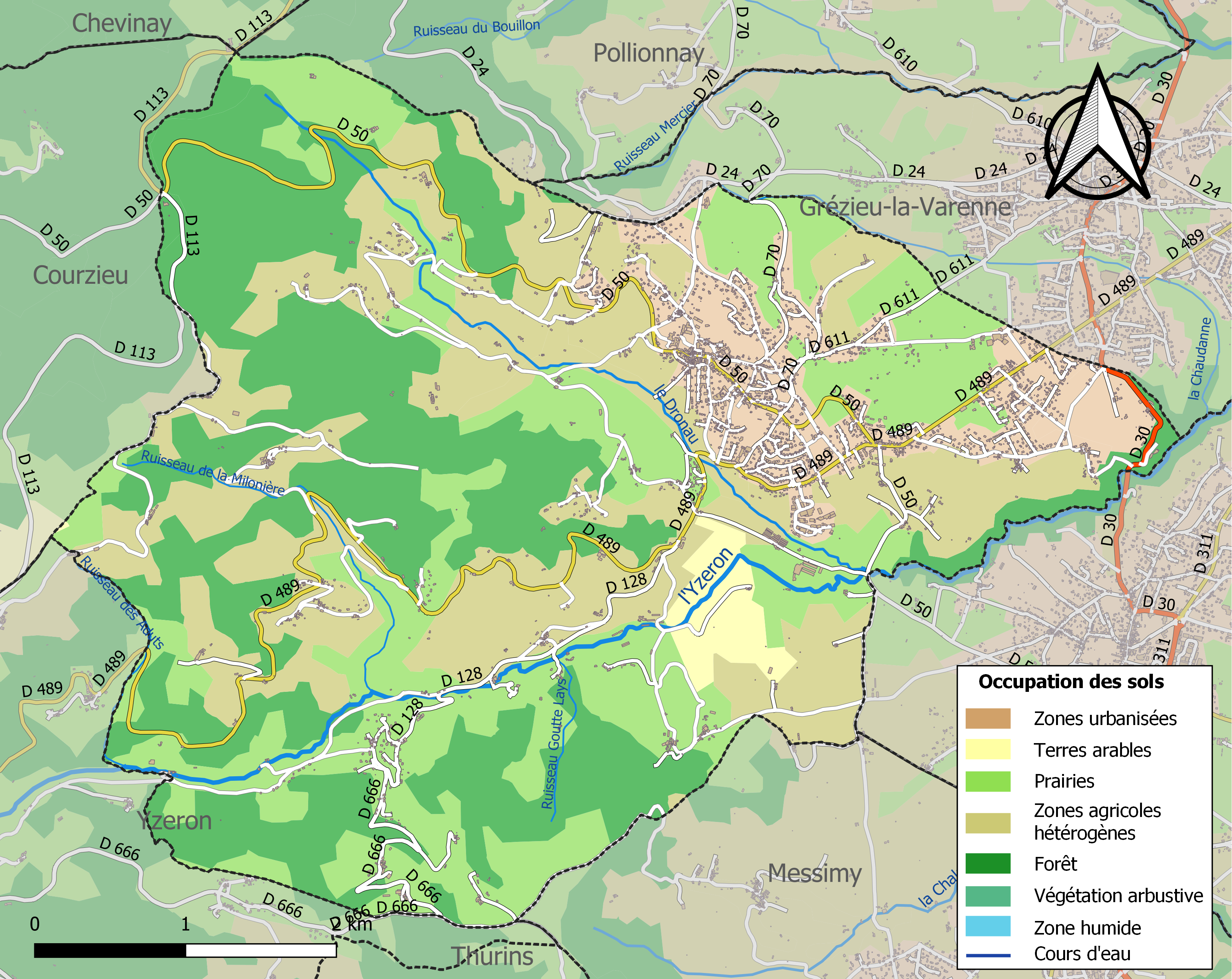
Kaart van de gemeente met de belangrijkste infrastructuur, bodemgebruik en omliggende gemeenten

## Demografie
Onderstaande figuur toont het verloop van het inwonertal (bron: INSEE-tellingen).